# Kanton Rijsel-Centrum
Rijsel-Centrum (Frans: Lille-Centre) is een voormalig kanton van het Franse Noorderdepartement. Het kanton maakte deel uit van het arrondissement Rijsel. In 2015 is dit kanton  opgegaan in de nieuw gevormde kantons: kanton Rijsel-1, kanton Rijsel-4 en kanton Rijsel-5.
Het kanton omvatte uitsluitend een deel van de gemeente Rijsel.